# Xiao Yanling
Xiao Yanling (Chinees: 萧艳玲) (Hebei, 27 april 1968) is een atleet uit Volksrepubliek China.
In 1991 won ze de World Student Games op het onderdeel discuswerpen.
Op de Olympische Zomerspelen van Atlanta in 1996 nam Yanling deel aan het onderdeel discuswerpen, waar ze de vijfde plaats behaalde. Vier jaar eerder kon ze vanwege een positieve dopingcontrole niet aan de Spelen deelnamen.
Op de Osaka Grand Prix behaalde ze een gouden medaille op het onderdeel discuswerpen.
- World Athletics: 14264863